# Héraclius (fils de Constant II)
Pour les articles homonymes, voir Héraclius (homonymie).
Héraclius, en grec Ἡράκλειος (Hērakleios), est le fils de l'empereur byzantin Constant II Héraclius, qui règne de 641 à 668 et de son épouse Fausta. Il est le frère cadet de Constantin IV qui succède à son père à la mort de ce dernier. Héraclius est co-empereur avec son frère Tibère de 659 à 680 puis quelque mois seul en 681.

## Biographie
Héraclius, comme son frère Tibère, n'ont que très peu d'éléments biographiques sur eux, ils sont connus en partie grâce à leur frère ainé Constantin IV et à leur père Constant II Héraclius.
En 663, Constant II Héraclius déplace la capitale impériale de Constantinople à Syracuse, plus protégée des attaques Musulmanes orchestrés par le Calife Muʿawiya Ier que l'ancienne capitale, Constant fait donc venir toutes la famille impériale dans la nouvelle Capitale Sicilienne, ce à quoi s'oppose la population Constantinopolitaine.
Quand Constant II Héraclius est assassiné par l'usurpateur Mezezios en 668, Constantin IV, qui gouverne de facto la partie orientale de l'empire (Anatolie, une partie des Balkans) décide de quitter Constantinople afin d'écraser l'usurpateur, alors en Sicile, Constantin fait rapatrier la Famille impériale dans la ville de Constantin.
Par la suite, Constantin IV doit faire face à un siège de sa capitale de 674 à 678, puis il organise un Concile en 680, dans lequel il essaye non seulement de régler la complexe question du Monophysisme qui ronge l'empire depuis plusieurs décennies. Constantin souhaite également faire valoir les droits à la succession de son fils Justinien, alors âgé de 12 ans. Constantin fait donc, peu avant le Concile, destituer Héraclius et Tibère.
Néanmoins, les soldats du Thème des Anatoliques se mutinent contre la décision du basileus, car selon les soldats, il doit y avoir trois empereurs, comme trois personnes dans la Trinité. Pour éviter que la révolte se propage comme une trainée de poudre, Constantin accepte de rétablir sur le trône Héraclius et Tibère, mais il fait quand même arrêter les conspirateurs de la rébellion.
Après la fin du Concile, Constantin refait arrêter ses frères, qui sont définitivement destitué, mais ils ont également le nez coupé, afin qu'ils ne puissent plus prétendre au trône. Après cela, Héraclius et Tibère mourront soit cette année 681, soit après 683.

## Sources
- Constantin IV
- Constant II Héraclius